# Jan Kristiansen
Jan Kristiansen (ur. 4 sierpnia 1981 w Varde) – duński piłkarz grający na pozycji lewego obrońcy lub pomocnika.

## Kariera klubowa
Kristiansen jest wychowankiem klubu Esbjerg fB. W sezonie 1999/2000 zadebiutował w jego barwach w duńskiej ekstraklasie. Zespół jednak spadł z ligi i w drugiej lidze Jan grał przez rok. W sezonie 2001/2002 Esbjerg grał już z powrotem w pierwszej lidze. W sezonie 2002/2003 Kristiansen popisał się wysoką skutecznością i zdobywając 18 goli został wraz z Sørenem Frederiksenem współkrólem strzelców ligi. Za rok 2002 otrzymał nagrodę dla Najlepszego Piłkarza Danii U-21. W 2004 roku natomiast zajął ze swoim klubem najwyższe miejsce w karierze – 4.
W styczniu 2006 roku Jan przeszedł do niemieckiego 1. FC Nürnberg. W Bundeslidze zadebiutował 5 lutego w zremisowanym 1:1 meczu z Hannoverem. Do końca sezonu wystąpił w 8 meczach ligowych i zajął z Nürnberg 8. miejsce w lidze. W sezonie 2006/2007 był rezerwowym i rozegrał 20 spotkań. Z FCN zakończył sezon na 6. pozycji i wywalczył Puchar Niemiec (w finałowym spotkaniu, wygranym 3:2 z VfB Stuttgart zdobył zwycięskiego gola dla swojego klubu).
16 lipca 2008 roku Kristiansen powrócił do kraju i podpisał 5-letni kontrakt z Brøndby IF. W latach 2013–2015 grał w FC Vestsjælland, a w sezonie 2015/2016 – w FC Roskilde.
| Sezon   | Klub            | Kraj   | Rozgrywki   | Mecze | Bramki |
| ------- | --------------- | ------ | ----------- | ----- | ------ |
| 1999/00 | Esbjerg fB      | Dania  | Superligaen | 1     | 0      |
| 2000/01 | Esbjerg fB      | Dania  | 1. dywizja  | ?     | ?      |
| 2001/02 | Esbjerg fB      | Dania  | Superligaen | 31    | 2      |
| 2002/03 | Esbjerg fB      | Dania  | Superligaen | 33    | 18     |
| 2003/04 | Esbjerg fB      | Dania  | Superligaen | 32    | 10     |
| 2004/05 | Esbjerg fB      | Dania  | Superligaen | 33    | 11     |
| 2005/06 | Esbjerg fB      | Dania  | Superligaen | 20    | 4      |
| 2005/06 | 1. FC Nürnberg  | Niemcy | Bundesliga  | 8     | 0      |
| 2006/07 | 1. FC Nürnberg  | Niemcy | Bundesliga  | 20    | 0      |
| 2007/08 | 1. FC Nürnberg  | Niemcy | Bundesliga  | 19    | 0      |
| 2008/09 | Brøndby IF      | Dania  | Superligaen | 32    | 7      |
| 2009/10 | Brøndby IF      | Dania  | Superligaen | 30    | 6      |
| 2010/11 | Brøndby IF      | Dania  | Superligaen | 28    | 0      |
| 2011/12 | Brøndby IF      | Dania  | Superligaen | 20    | 1      |
| 2012/13 | Brøndby IF      | Dania  | Superligaen | 21    | 0      |
| 2013/14 | FC Vestsjælland | Dania  | Superligaen | 25    | 0      |
| 2014/15 | FC Vestsjælland | Dania  | Superligaen | 31    | 1      |
| 2015/16 | FC Roskilde     | Dania  | 1. division | 28    | 3      |

## Kariera reprezentacyjna
W 2000 roku Kristiansen zadebiutował w młodzieżowej reprezentacji Danii U-19. Następnie występował w kadrze U-20 i U-21, łącznie rozgrywając dla wszystkich trzech drużyn 24 mecze i zdobywając 3 gole. 12 lutego 2003 Jan zadebiutował w pierwszej reprezentacji w wygranym 4:1 towarzyskim spotkaniu z Egiptem.